# Papier ryżowy
Papier ryżowy:

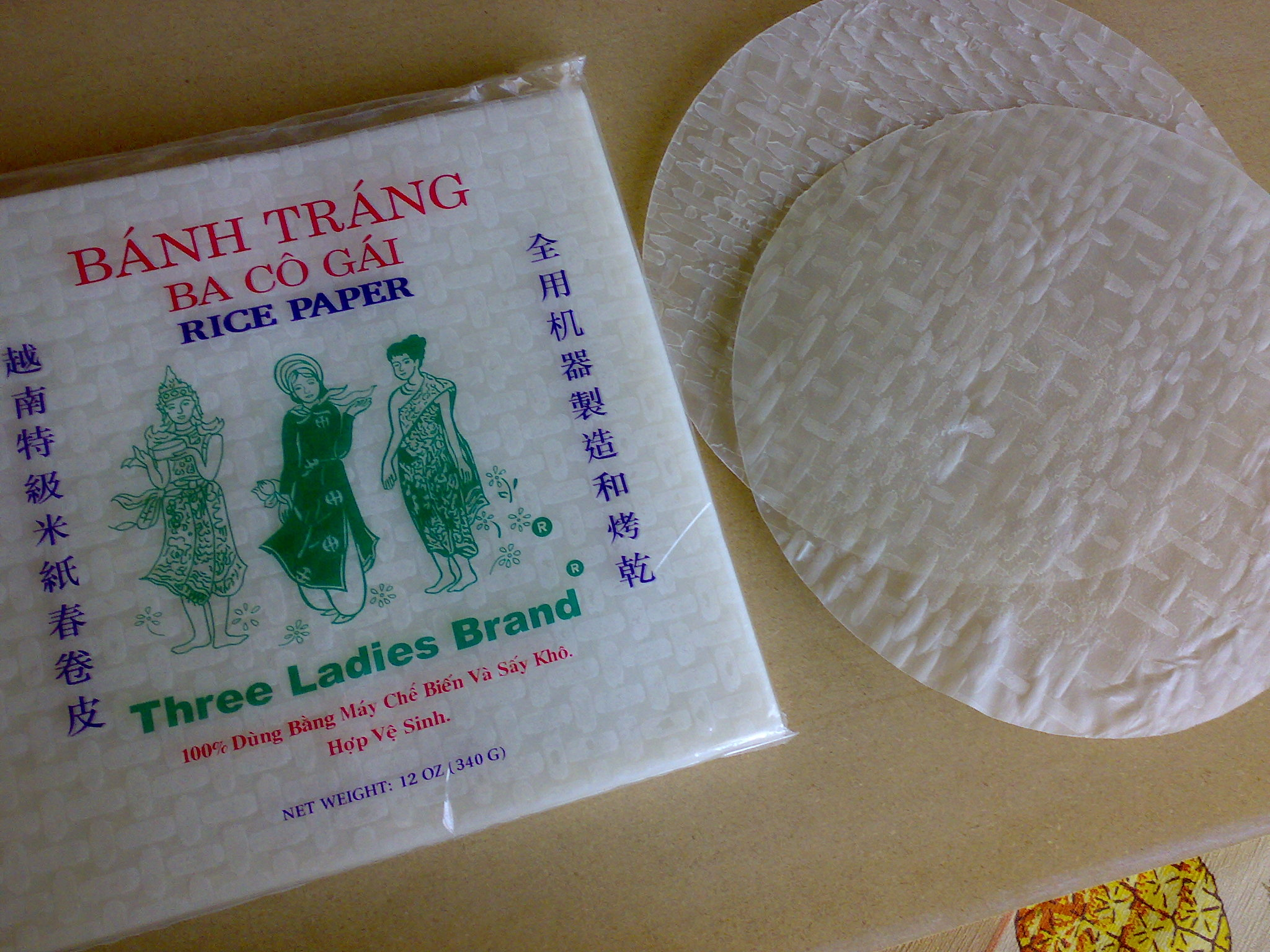
Papier ryżowy z odbitym wzorem maty bambusowej

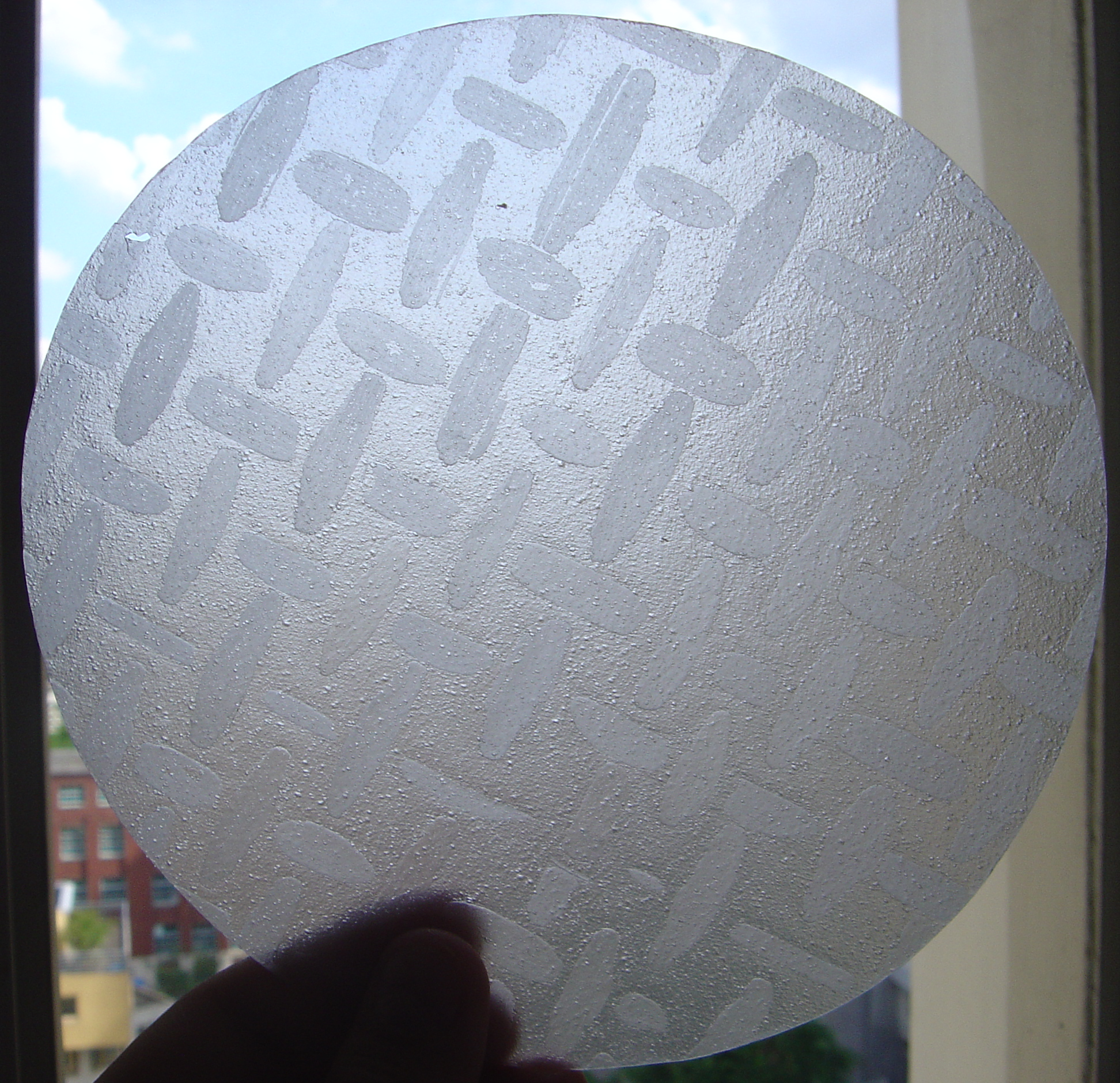
Papier ryżowy na sajgonki

1. Tradycyjny produkt spożywczy w południowych Chinach i Wietnamie. Jadalny „papier” wyrabiany jest z masy z rozmoczonych ziaren ryżowych, rozprowadzonej na tkaninie umieszczonej nad zbiornikiem z parującą wodą. Gdy ciasto się zetnie, jest suszone na słońcu na macie bambusowej. Papier ryżowy wykorzystywany jest zwłaszcza do sporządzania tradycyjnych naleśniczków nem (ang. spring rolls), zwanych w Polsce sajgonkami. Niekiedy tnie się go na paski, otrzymując płaski makaron ryżowy.
2. Tradycyjny papier chiński, wykorzystywany w różnych celach, ale nie kulinarnych. Otrzymywany jest z kory drzewa Tetrapanax papyrifer, rosnącego na Tajwanie.
3. Tzw. malajski papier ryżowy – surowiec powstający z rdzenia roślin z gatunku Scaevola plumieri służący do wytwarzania wyrobów rzemiosła artystycznego, w tym sztucznych kwiatów.